# Katarina Bulatović
Katarina Bulatović (Serbisk: Катарина Булатовић; født d. 15. november 1984 i Kragujevac, Serbien) er en tidligere montenegrinsk håndboldspiller som senest spillede højre back for Győri Audi ETO KC.
Hun regnes for at være en af montenegrinsk kvindehåndbolds største spiller nogensinde, sammen med andre tidligere stjerner som Bojana Popović og Maja Savić.

## Karriere

### Klubhold
Bulatović' første seniorklub var for ŽRK Knjaz Miloš, hvor hun spillede fra 2001 til 2005. Derefter skiftede hun til hovedstadsklubben RK Lasta Beograd, der på daværende tidspunkt var aktuel i kvindernes EHF Cup. I sommeren 2006, skrev hun kontrakt med den danske storklub Slagelse DT. I Slagelse hun have træner Anja Andersen, som hun i forvejen også havde som landstræner for det serbiske landshold. Med Slagelse vandt hun det danske mesterskab og EHF Champions League i 2007. I 2008 forlod hun Slagelse DT, som en række andre store spiller såsom Maja Savić, Cecilie Leganger og Anja Andersen, grundet økonomiske problemer i klubben.
Herefter skiftede hun til den montenegrinske storklub ŽRK Budućnost Podgorica. Med Budućnost vandt hun EHF Cup Winners' Cup i 2010 og Champions League i 2012, samt det nationale mesterskab og pokalturnering i 2009, 2010, 2011 og 2012. I sommeren 2012, skiftede hun til den satsende rumænske klub CS Oltchim Râmnicu Vâlcea. Hun var blot én sæson i Vâlcea, grundet også klubben også havde økonomiske problemer. Hun skiftede i stedet til i nykårende EHF Champions League-vindere fra ungarske Győri ETO KC, hvor hun også det ungarsk mesterskab, den ungarske pokalturnering og EHF Champions League i 2014.
I sommeren 2014, vendte hun tilbage til ŽRK Budućnost Podgorica, hvor hun skulle dele pladsen på højre backen med danske Camilla Dalby. Hun vandt Champions League i 2014, for fjerde gang i karrieren. Her vandt hun det nationale mesterskab og pokalturnering i 2015, 2016 og 2017. I 2017 skrev hun under med den russiske storklub Rostov-Don, med hvem hun vandt det russiske mesterskab- og pokalturnering, samt deltagelse ved Final 4-stævnet i 2018 i Budapest. Hun vendte dog hjem til Budućnost, sæsonen efter, hvor både klubben og hende selv ikke leverede de forventede præstationer. Hun skiftede i sommeren 2019, til hendes tidligere klub i ungarske Győri ETO KC, hvor hun spillede frem til den 30. september 2020, hvor hun stoppede karrieren.

### Landshold
Hun har siden 2011, optrådt for det montenegrinske landshold, med hvem hun har vundet en OL-sølvmedalje ved Sommer-OL 2012 i London. Hun kom på All Star-holdet ved Sommer-OL 2012, som bedste højre back og blev ligeledes turneringens topscorer med 53 mål, i 8 kampe. Få måneder efter, vandt hun sammen med Montenegro, EM 2012 i Serbien, efter finalesejr over i Norge i 4x forlænget spilletid. Også ved EM-slutrunden, blev det til en udnævnelse på All-Star holdet og endnu en gang topscorer med 56 mål. 
Hun deltog ved også ved Sommer-OL 2016 i Rio de Janeiro, og forventede også at deltage under Sommer-OL 2020 i Tokyo, men grundet udskydelsen, valgte Bulatović dog at stoppe endegyldigt på landsholdet.

## Bedrifter

### Klubhold
- Damehåndboldligaen:
  - Vinder: 2007
- Montenegrinsk Førsteliga:
  - Vinder: 2008, 2009, 2010, 2011, 2012, 2015
- Pokalturnering Montenegro:
  - Vinder: 2008, 2009, 2010, 2011, 2012, 2015
- Liga Naţională:
  - Vinder: 2013
- EHF Champions League:
  - Vinder: 2007, 2012, 2014, 2015
  - Semifinalist: 2011, 2013
- EHF Cup Winners' Cup:
  - Vinder: 2010

### Landshold
- EM i Håndbold:
  - Vinder: 2012
- Sommer-OL:
  - Sølv: 2012

## Personlige udmærkelser
- OL Top Scorer: 2012
- EM Top Scorer: 2012
- All-Star Højre Back ved OL: 2012
- All-Star Højre Back ved EM : 2012
- Montenegros Sportsperson of the Year: 2012, 2014
- All-Star Team i EHF Champions League: 2014